# Carl Wilhelm Siemens

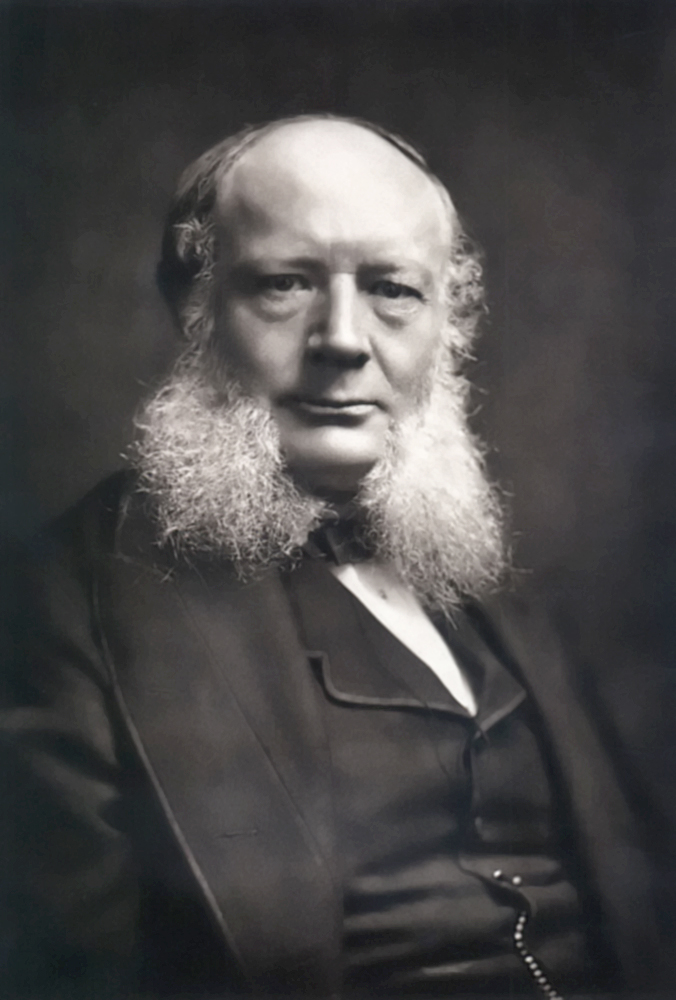
Wilhelm Siemens (1880), Photographie, beleuchtet durch elektrisches Licht

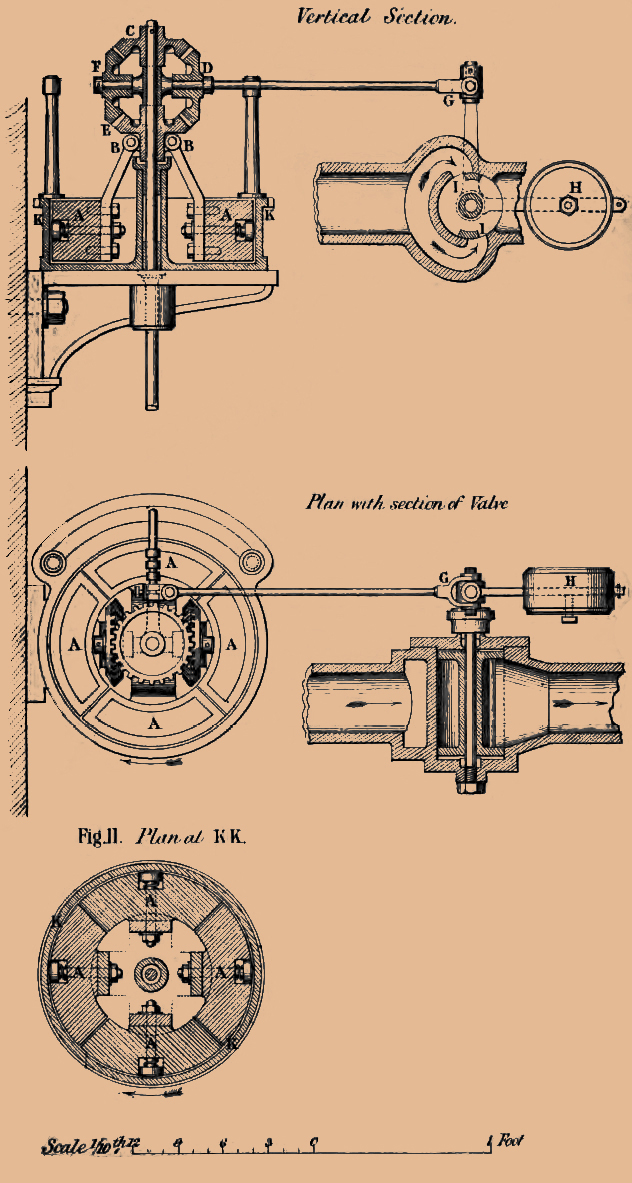
Chronometrischer Regler der Gebrüder Siemens, verbesserte Version

Carl Wilhelm Siemens (* 4. April 1823 in Lenthe, Königreich Hannover, heute Gehrden, Niedersachsen; † 19. November 1883 in London) war ein in Deutschland geborener Erfinder, Ingenieur, Naturforscher und Industrieller aus der Familie Siemens, der 1859 die britische Staatsbürgerschaft annahm (von da an Charles William Siemens bzw. nach seinem Ritterschlag 1883 Sir William Siemens).
Er war einer der Brüder Werner von Siemens und baute die englische Niederlassung der Firma Siemens & Halske auf.

## Leben
Wilhelm Siemens war ein Sohn des Gutspächters Christian Ferdinand Siemens aus dem alten Goslarer Stadtgeschlecht Siemens. Seine akademische Ausbildung begann – wie die seines Bruders Werner – am Katharineum zu Lübeck, setzte sich an der Gewerbe- und Handelsschule von Magdeburg fort, wo er bei seinem Bruder wohnte, der dort als Artillerieoffizier stand und ihn in Mathematik unterrichtete, und fand seinen Abschluss in einem Studienjahr an der Universität Göttingen bei seinem Schwager, dem Physikprofessor Carl Himly.
Darauf trat er als Eleve in die Gräflich Stolbergische Maschinenbauanstalt in Magdeburg ein. Dort entwickelte er unter Anleitung seines mittlerweile an der Artilleriewerkstatt Berlin tätigen Bruders Werner den differentiellen Regler, eine exakte Regulierung für Dampfmaschinen (später auch als chronometrischer Regler bezeichnet). Werner hatte bereits kurz zuvor (1841) eine neuartige Methode zur Elektrobeschichtung, insbesondere zur Versilberung und Vergoldung, entwickelt. Für die ökonomische Verwertung dieser Erfindung ging Wilhelm Siemens 1843 zeitweise nach London, wo er den Galvanisierungsprozess an die Cousins Henry und George Richards Elkington verkaufte. 1844 kehrte er mit dem von ihm und Werner entwickelten differentiellen Regler nach England zurück. Dieser Regler ermöglichte eine bessere Regelung von durch Lastschwankungen hervorgerufenen Drehzahländerungen der angetriebenen Achse als der Fliehkraftregler von Watt. 1845 stellte ihn Michael Faraday in einer Vorlesung mit seiner Weiterentwicklung des anastatischen Druckverfahrens (das mit der späteren Elektrofotografie verwandt war) der wissenschaftlich interessierten Öffentlichkeit Englands vor. Die weit entwickelten Schutzmöglichkeiten, die das englische Patentwesen Erfindern bot, führten dazu, dass er in England blieb und schließlich, mit seiner Hochzeit 1859, eingebürgert wurde.
1850 übernahm er die Londoner Vertriebsvertretung der 1847 in Berlin von Werner gegründeten Telegraphenbauanstalt Siemens & Halske. Ab 1858 firmierte die Londoner Filiale zunächst als Siemens, Halske & Co, ab 1865 als Siemens Brothers & Co. selbständig. Wilhelm war an ihr – neben den Brüdern Werner und Carl – als Gesellschafter beteiligt.
1859 heiratete er Anne Gordon (1821–1901), die Nichte seines Geschäftsfreundes Lewis Gordon, Professor für Ingenieurwissenschaften an der Universität Glasgow. Dieser war Teilhaber der Drahtseilfabrik R. S. Newall & Co, die Unterseekabel herstellte und ab 1853 bei Siemens & Halske Telegraphenapparate bestellte sowie ab 1857 Prüfaufträge für Seekabel erteilte und der Firma Siemens dadurch den Einstieg in das Tiefseekabelgeschäft ermöglichte. Das Paar hatte keine Kinder. William setzte seinen Mitarbeiter Alexander Siemens, einen Sohn seines Vetters 3. Grades Gustav Siemens, als Nachfolger bei Siemens Brothers & Co. ein.

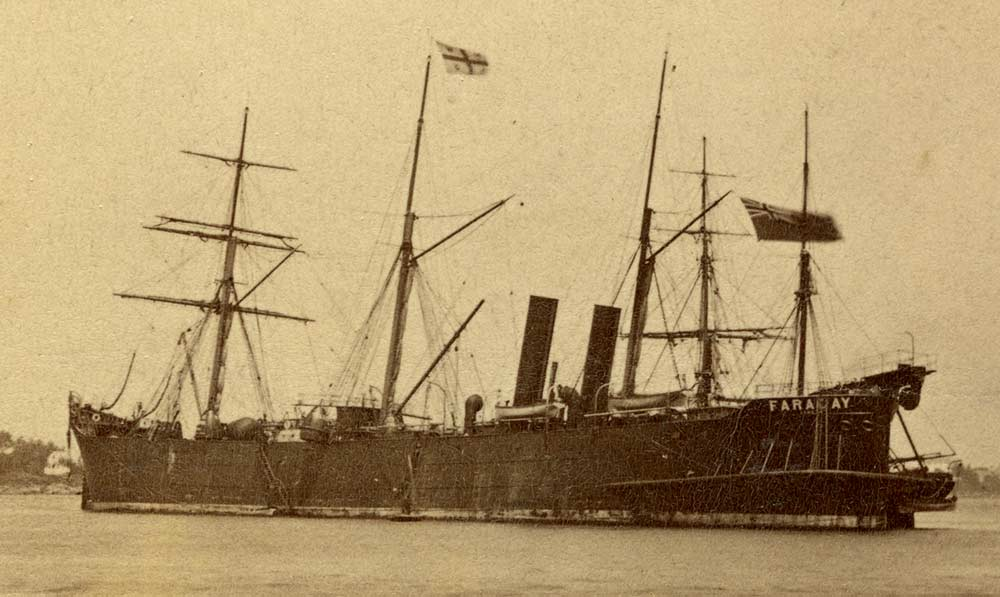
Der Kabelleger Faraday (1874)

1863 eröffnete er eine eigene Kabelfabrik in Charlton bei Woolwich, um für die Seekabelverlegung der internationalen Telegraphenlinien von Qualität und Preisen der Zulieferer unabhängig zu werden. 1874 ließ er den Kabelleger Faraday bauen, mit dem er das erste dauerhaft funktionstüchtige transatlantische Telegrafenkabel verlegte. 1879 entwickelte William Siemens einen Lichtbogenofen mit waagerechten Kohleelektroden für die Stahlproduktion.

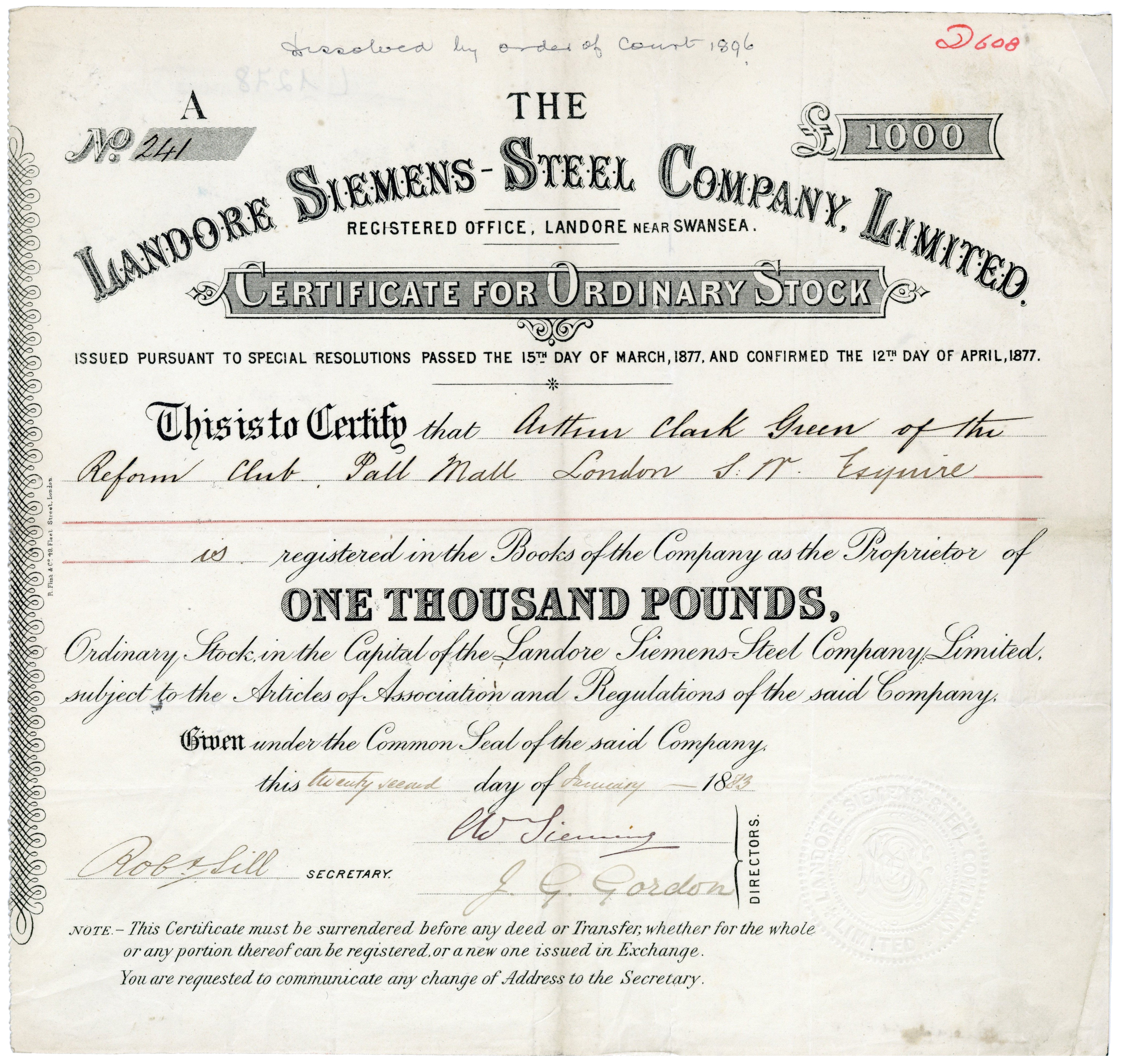
Aktie der Landore Siemens-Steel Company über 1.000 £, ausgegeben am 22. Januar 1883, im Original unterschrieben von Carl Wilhelm Siemens

1847 hatte er eine Regenerativfeuerung zur Stahlerzeugung erfunden, die sein Bruder Friedrich 1856 zum Siemens-Martin-Ofen weiterentwickelte. 1869 gründete William Siemens die Landore Siemens Steel Company.
1862 wurde er in die Royal Society gewählt und später Präsident der Institution of Mechanical Engineers (1872–1873), der Society of Telegraph Engineers (1872, 1878), des Iron and Steel Institute (1877) sowie der British Association for the Advancement of Science (1882). Ehrendoktorwürden erhielt er von den Universitäten aus Oxford, Glasgow, Dublin und Würzburg. 1883 wurde er als Knight Bachelor zum Ritter geschlagen und hieß seitdem Sir William Siemens. In der Westminster Abbey erinnert ein Buntglasfenster an ihn.